# Monastyryszcze (obwód czernihowski)
Monastyryszcze (ukr. Монастирище) – wieś na Ukrainie, w obwodzie czernihowskim, w rejonie pryłuckim, w hromadzie Icznia. W 2001 liczyła 1149 mieszkańców.